# Tallador
El tallador o llescador (slicer) és un programari d'ordinador utilitzat en la majoria dels processos d'impressió 3D per la conversió del model d'un objecte a instruccions específiques per la impressora. En particular, la conversió d'un model en format de STL a ordres d'impressora en format de codi g emprat en la fabricació amb filament fusionat i altres processos similars.
El tallador primer divideix l'objecte com una pila de capes planes, seguit per descriure aquestes capes com moviments lineals del cap extrusor, làser de fixació o equivalent de la impressora 3D. Tots aquests moviments, juntament amb algunes comandes específiques per a la impressora, tal com ara per controlar la temperatura del capçal o la temperatura de la base, són finalment escrit en l'arxiu amb el g-code, que després pot ser transferit a la impressora 3D.

## Funcions addicionals del tallador
Gairebé tots els talladors actuals ofereixen algunes funcionalitats addicionals, com ara:

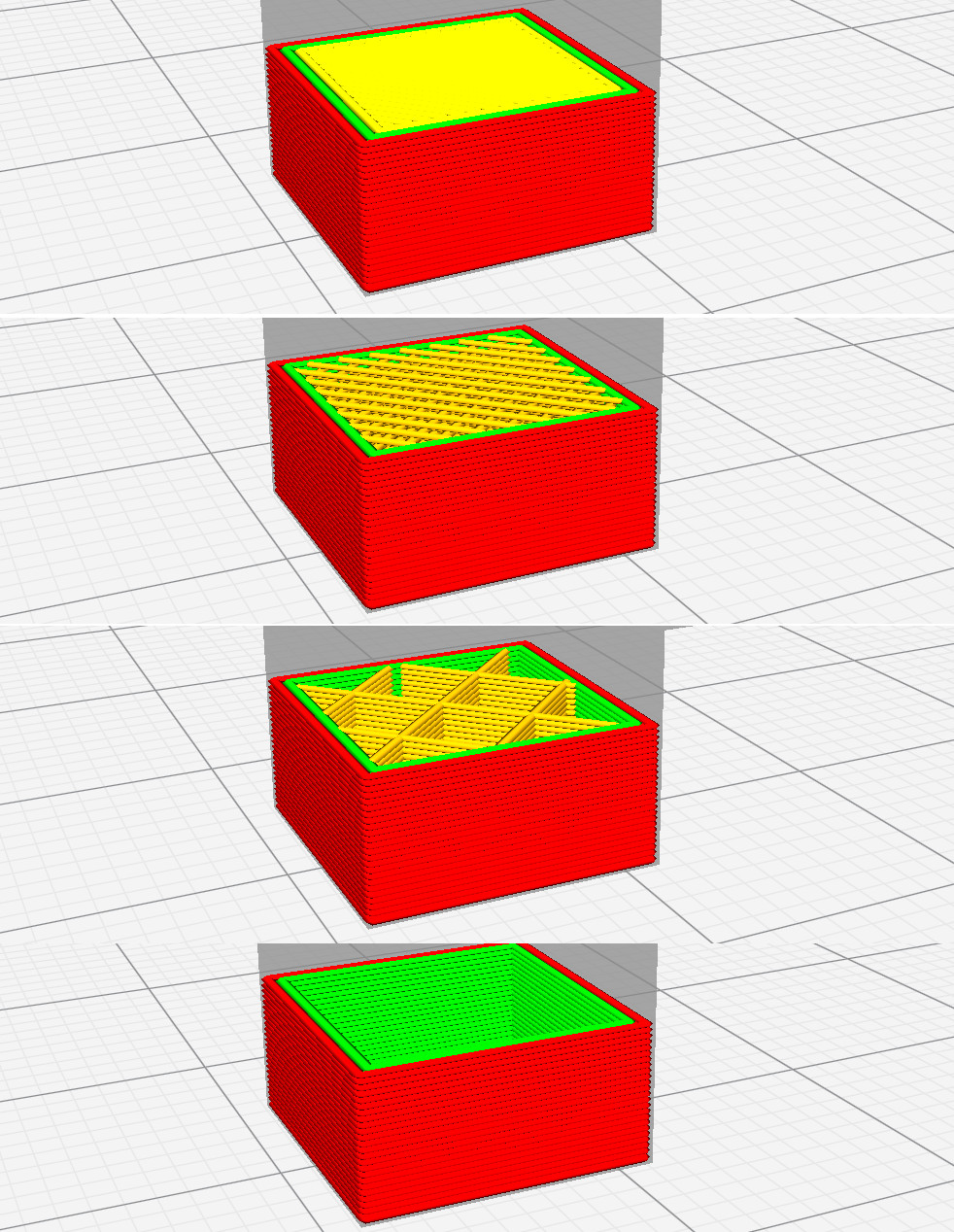
Diferents densitats d'infiltrat (en groc) des de sòlid a buit, generades pel programari Cura

- Infiltrat (Infill): Quina quantitat de filament cal i temps d'empremta. El tallador automàticament pot convertir volums sòlids a volums buits, salvant diners i temps. L'objecte buit pot ser parcialment omplert per estructures internes, similars a parets internes, per proporcionar robustesa addicional. La quantitat d'aquestes estructures s'anomena densitat d'infiltrat (infill density), sent aquest paràmetre un dels ajustaments a proporcionar al tallador.

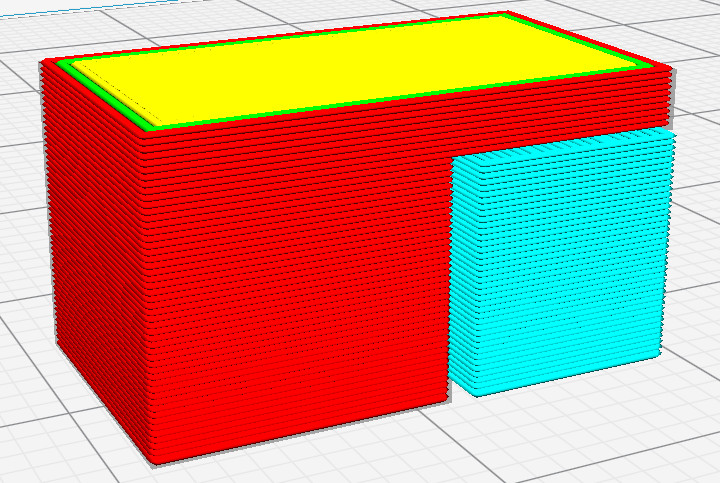
Estructura de suport (en blau) generada pel programari Cura.

- Suports: la majoria dels processos d'impressió 3D creen capa d'objecte sobre capa, des de avall fins a amunt, amb la capa en construcció sent dipositat sobre l'anterior. En conseqüència, totes les parts de l'objecte han de reposar com a mínim al damunt de una altra. En el cas d'una capa de l'objecte que està flotant (per exemple, el sostre pla d'una casa o un braç horitzontalment estès en una figura), el tallador automàticament pot afegir suports per ella. El suport toca l'objecte en una manera que és fàcilment separable d'ell a l'etapa final de la producció d'objecte.

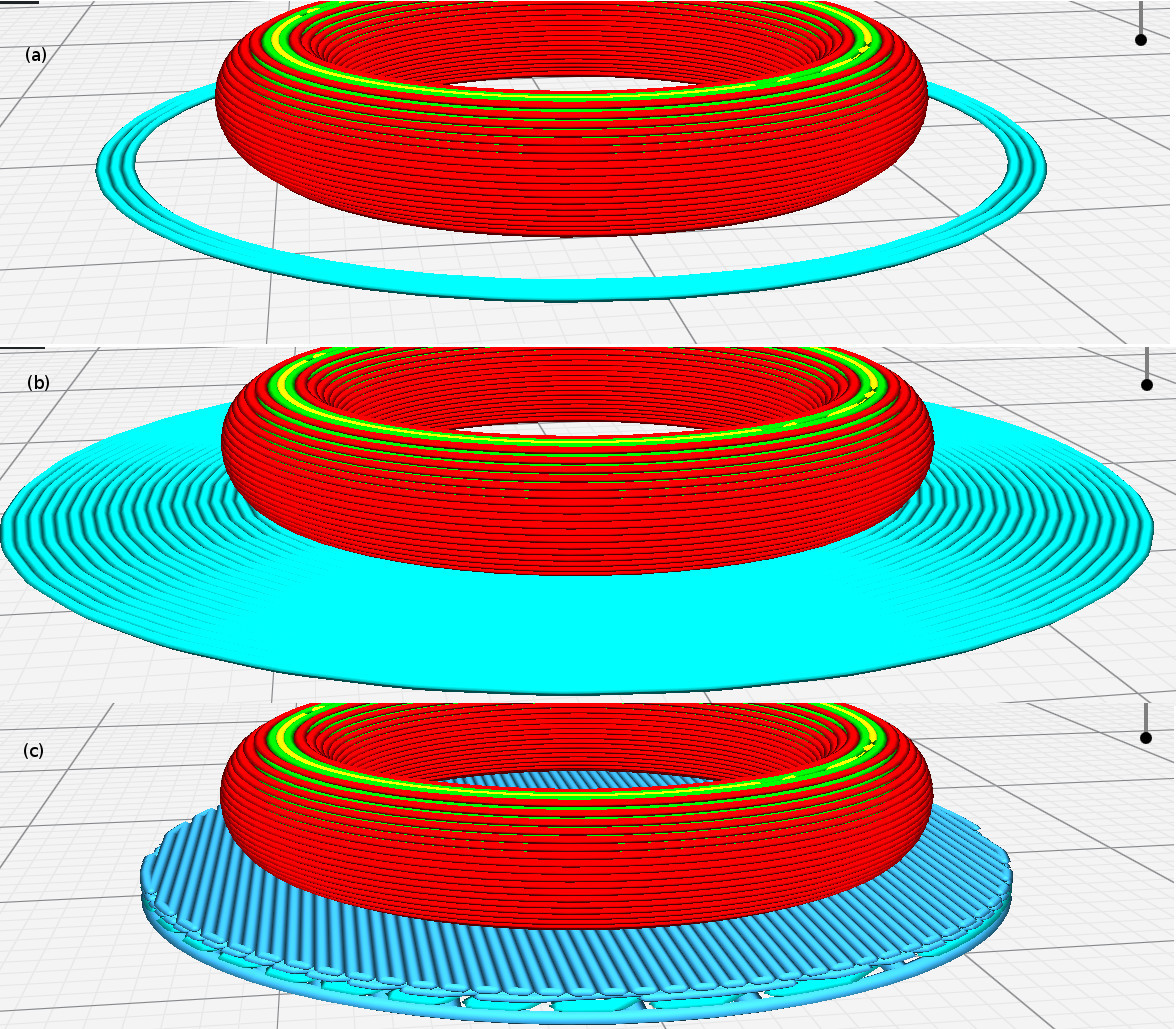
Comparativa de tipus de capes base (en blau): a) faldilla; b) brim; c) raft, generades pel programari Cura.

- Rafts, faldilles (skirts) i brims: la impressió de la primera capa d'objecte, en contacte amb la base de la impressora, té algunes peculiaritats, com problemes d'adherència al llit, rugositats o deposició fluida de les primeres quantitats de filament. El tallador pot afegir automàticament algunes estructures per minimitzar aquests problemes, en una forma que seran fàcilment separables de l'objecte en finalitzar aquest. Els tipus habituals d'aquestes estructures de base són una faldilla (skirt, una sola banda al voltant de la base de l'objecte sense tocar-lo), un brim (diverses línies de filament al voltant de la base de l'objecte, cadascuna més propera a ell que l'anterior, fins a tocar l'objecte) i rafts (diverses capes de material que formes una base separable, l'objecte a imprimir reposarà al damunt aquesta estructura).[3][4]

## Llista de programari tallador
Existeix una ampla col·lecció de programari tallador, alguns d'ells codi lliure i obert. Alguns del més utilitzat són:
- Ultimaker
- Simplify3D
- Slic3r
- KISSlicer